# Saba Sahar
Saba Sahar (Kabul, 28 de agosto de 1975) es una cineasta afgana. Es actriz, guionista, directora y productora de cine, considerada la primera directora de cine del país. Durante su carrera cinematográfica ha destacado por su activismo por los derechos de las mujeres de Afganistán. También es oficial de policía, Subjefa de la Policía Especial para Asuntos de Género en Kabul. El 25 de agosto de 2020 fue tiroteada en Kabul cuando se dirigía al trabajo. Ha resultado herida de gravedad.

## Trayectoria
Sahar se formó como oficial de policía y comenzó a trabajar en el Ministerio del Interior a los 14 años, a principios de los años 90. En la actualidad tiene el rango de teniente y es Subjefa de la Policía Especial para Asuntos de Género mientras continúa su trabajo de actriz, directora y productora de cine. Con frecuencia sus producciones son dramas policiales y la «heroína», que ella misma interpreta, es una mujer oficial que defiende la justicia y la integridad frente a la corrupción, los talibanes, narcotraficantes o señores de la guerra.
Creció en Kabul cuando en la capital afgana todavía había teatros y cines, siempre quiso ser actriz. A los 8 años subió por primera vez al escenario del teatro de Kabul, sin el permiso de su familia pero cuando su padre la vio actuar finalmente lo permitió.
En 1996 escribía su primer guion cuando el gobierno talibán prohibió el cine asegurando que era una corrupción moral. Las milicias talibanas irrumpieron en las oficinas de la compañía cinematográfica estatal de Afganistán, quemaron todo lo que encontraron y destruyeron la mayoría de los archivos del país. Sahar huyó a Pakistán. Algunos de sus amigos no tuvieron tanta suerte y fueron asesinados.
Solicitó asilo en Estados Unidos y en 2001 le concedieron un visado pero cuando cayó el gobierno talibán regresó a Kabul y fundó su propia productora con el objetivo de reconstruir la industria cinematográfica afgana.
Defensora de los derechos de las mujeres es consciente del peligro que corre... «Todas las mañanas, cuando salgo de casa, sé que podrían matarme, que tal vez nunca vuelva a ver a mi familia", explicaba Sahar en 2014 mientras insistía en el reto de demostrar que "las mujeres afganas son capaces de hacer cualquier cosa que hagan los hombres», (...) «Quiero mostrarles a los conservadores que encierran a sus hijas y esposas en casa que deben dejarlas salir para que se eduquen, ganen algo de dinero y ayuden a reconstruir Afganistán».
A lo largo de los años ha recibido varias amenazas. «Me dijeron que me despida de mis seres queridos porque pronto estaría muerta» explicaba en 2014.
Su primera película, The Law, (2004) fue un gran éxito . Regresó a Afganistán del exilio para actuar.
Su película Passing the Rainbow se presentó en una instalación de arte en el Chelsea College of Art and Design en 2010.

## Atentado
El 25 de agosto de 2020, tres hombres armados dispararon al coche en el que viajaba Sahar al oeste de Kabul explicó su esposo Emal Zaki mientras se trasladaba al trabajo en Kabul con su guardaespaldas y su conductor. Se cree que el ataque está relacionado con su defensa de los derechos de las mujeres en Afganistán. Fue trasladada a un hospital herida en el estómago.
Amnistía Internacional ha condenado los intentos de asesinato de activistas políticos, defensores de los derechos humanos, periodistas y actores y actrices exigiendo que el atentado sea investigado.
Dos semanas antes también resultó herida en atentado Fawzia Koofi también activista por los derechos de las mujeres. Koofi forma parte del equipo negociador en las conversaciones de paz intraafganas.

## Filmografía
- Commissioner Amanullah (serie de 24 capítulos sobre la policía afgana)[3]
- The Law, 2004
- Passing the Rainbow, 2008 (actuando como mujer policía y directora)[9]
- Kabul Dream Factory, 2011[10]